# Ghoriba
Una ghribia (árabe: غريبة, también escrito ghraïba o ghriyyaba) es un tipo de galleta preparada en Egipto y en otras partes del mundo árabe. Es una galleta redonda de mantequilla, hecha con harina, azúcar, mantequilla y generalmente almendras. A menudo se sirve con café árabe o té de menta. Ghribia, a veces pronunciado como ghurayba, existe en el área de la Gran Siria, Irak y otros países árabes desde la antigüedad. Son similares a los polvorones de Andalucía y a las qurabiya de Irán.

## Variaciones regionales

### Argelia
Ghribia (Árabe argelino: غريبية )
- Ghribia con almendras
- Ghribia con cacahuetes
- Ghribia con nueces
- Ghribia con pistachios

### Marruecos
Ghoriba (Árabe marroquí: غْرِيبَة)
- Mlouwza, hecho con las almendras y azúcar, sazonados con agua de azahar
- Ghoriba bahla
- Ghoriba dyal zite
- Ghoriba mramla

### Túnez
Ghraïba (Árabe de Túnez:  
غريبة )
- Ghraïba bidha, hecho con harina de trigo
- Ghraïba droô, hecho con harina de sorgo
- Ghraïba homs, hecho con harina de garbanzo

### Levante
- Ghoriba con pistachos
- Ghoriba con agua de rosas

### Kuwait
- Ghoriba con Cardamomo
- Ghoriba con pistachos
- Ghoriba con azafrán